# Placówka Straży Granicznej I linii „Serafińce”
Placówka Straży Granicznej I linii „Serafińce” – jednostka organizacyjna Straży Granicznej pełniąca służbę ochronną na granicy polsko-rumuńskiej w okresie międzywojennym.

## Geneza
Na wniosek Ministerstwa Skarbu, uchwałą z 10 marca 1920 roku, powołano do życia Straż Celną. Od połowy 1921 roku jednostki Straży Celnej rozpoczęły przejmowanie odcinków granicy od pododdziałów Batalionów Celnych. Proces tworzenia Straży Celnej trwał do końca 1922 roku. Placówka Straży Celnej „Serafińce” weszła w podporządkowanie komisariatu Straży Celnej „Horodenka”.

## Formowanie i zmiany organizacyjne
Rozporządzeniem Prezydenta Rzeczypospolitej Polskiej Ignacego Mościckiego z 22 marca 1928 roku, do ochrony północnej, zachodniej i południowej granicy państwa, a w szczególności do ich ochrony celnej, powoływano z dniem 2 kwietnia 1928 roku  Straż Graniczną.
Rozkazem nr 6 z 8 września 1928 roku w sprawie organizacji Małopolskiego Inspektoratu Okręgowego podpisanym w zastępstwie przez mjr. Wacława Szpilczyńskiego dowódca Straży Granicznej powołał komisariat „Jasieniów Polny” i określił jego strukturę organizacyjną. Placówka SG I linii „Serafińce” weszła w jego skład. 
Rozkazem nr 7 z 25 września 1929 roku w sprawie reorganizacji i zmian dyslokacji Małopolskiego Inspektoratu Okręgowego komendant Straży Granicznej płk Jan Jur-Gorzechowski przedyslokował komisariat Straży Granicznej „Jasieniów Polny” do Horodenki. Placówka SG I linii „Serafińce” pozostała w jego składzie.

## Służba graniczna
Sąsiednie placówki:
- placówka Straży Granicznej I linii „Jasieniów Polny” ⇔ placówka Straży Granicznej I linii „Probabin” − 1929[7]